# Триппель, Александр
Александр Триппель (нем. Alexander Trippel; 23 сентября 1744, Шаффхаузен, Швейцария — 24 сентября 1793, Рим) — скульптор немецкого академического классицизма, прославившийся мраморным бюстом Гёте.

## Биография
Александр Триппель родился в Шаффхаузене, Швейцария. Из-за финансовых трудностей его семье пришлось переехать из Швейцарии в Англию, в Лондон, где Александр Триппель начал работать подмастерьем по изготовлению строительных инструментов. Людвиг Люке (ок. 1703—1780) давал ему уроки рисования. В возрасте пятнадцати лет Александр переехал в Копенгаген, чтобы поступить в Датскую королевскую академию искусств. В этот период на него оказали влияние ранний скульптор-классицист Йоханнес Видевельт (1731—1802) и Карл Фредерик Стэнли (1740—1813), с которыми он работал в одной мастерской. Оба побудили его к изучению античности в Риме.
В Париже Александр Триппель познакомился с гравёром по меди и торговцем произведениями искусства Кристианом фон Мехелем (1737—1817), который также приехал во Францию из Швейцарии. Осенью 1776 года Александр Триппель отправился в Рим. Однако ему не сразу удалось остаться в Италии, поэтому он на время вернулся в Швейцарию, прежде чем окончательно перебраться в Рим в 1778 году. Долгое время он безуспешно пытался стать известным в Пруссии. Его проект памятника Фридриху Великому был отклонён. Его заявление о приёме на вакантную должность придворного скульптора в Дрездене также не увенчалось успехом. В конце концов его всё же приняли в почётные члены Прусской академии художеств. Александр Триппель оставался в Риме до своей смерти 24 сентября 1793 года, где и был похоронен на «некатолическом кладбище».
Скульптурная мастерская Александра Триппеля в Риме пользовалась известностью. Время от времени в ней работали скульпторы, ставшие впоследствии известными, такие как Иоганн Готфрид Шадов и Иоганн Якоб Шмид (1759—1798).
В 1990-е годы наследие скульптора подвергалось переоценке. Триппель вошёл в историю искусства мраморным бюстом Гёте, который находится в замке Бад-Арользен, земля Гессен (1788), копия — в библиотеке герцогини Анны Амалии в Ваймаре (1790). Сам поэт был доволен своим портретом. Это произведение имеет многочисленные реплики, находящиеся в разных музейных собраниях.